# Hypsibema missouriensis
Hypsibema missouriensis (còn được gọi là /ˌhɪps[invalid input: 'ɨ']ˈbiːmə m[invalid input: 'ɨ']ˌzʊəriˈɛnsɪs/; hay còn được biết đến với cái tên Neosaurus missouriensis, Parrosaurus missouriensis là một loài khủng long ăn thực vật thuộc chi Hypsibema, và là giống khủng long nằm ở tiểu bang Missouri, Hoa Kỳ.